# Мезокефалія

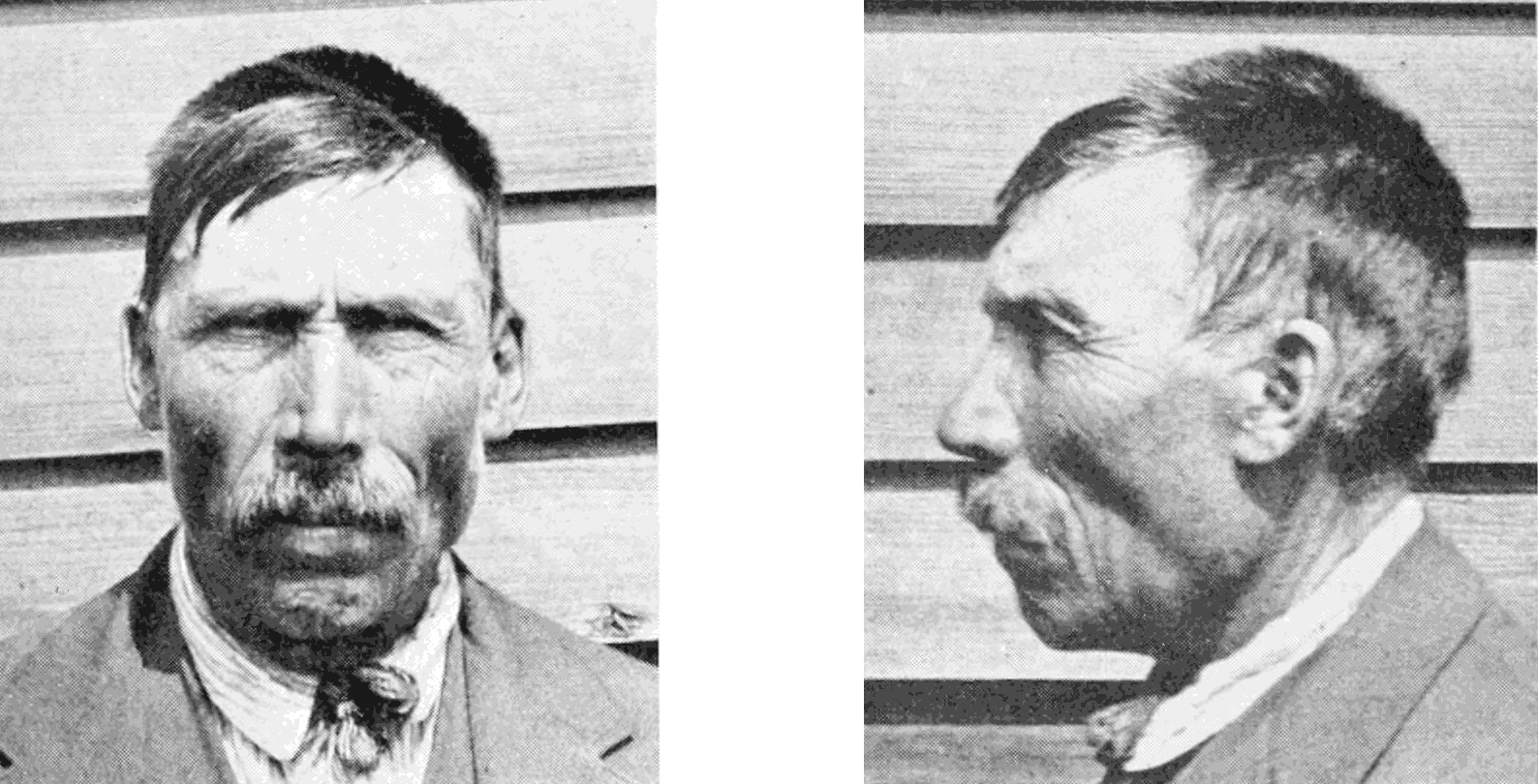
Фін (Західна Фінляндія) із співвідношенням ширини до довжини голови в 78,0%

Мезокефалію (від дав.-гр. μέσος «середній, проміжковий» і ϰεφαλή «голова»; також мезоцефалія, средньоголовість) — один з варіантів черепного показника, виражений в середніх значеннях відносини поперечного та поздовжнього діаметрів голови людини (для черепного індексу застосовується термін «мезокранія»). Характеризується як помірно широка і помірно довга голова. Визначається за допомогою кефалометричних і краніометричних вимірювань. Співвідношення ширини до довжини голови при мезокефалії становить від 76,0 до 80,9%, за іншими даними — від 75,0 до 79,9%. Розрізняють черепний показник для жінок (77,0-81,9%) і чоловіків (76,0-80,9%).
Мезокефалія займає проміжкове положення між крайніми значеннями поздовжньо-поперечного індексу (головного показника) — брахікефалією (з формою голови, що наближається до округлої) і доліхокефалією (з довгою і вузькою формою голови). В параметрах черепного індексу іноді виділяють також доліхомезокранію зі значеннями, що знаходяться в проміжку між доліхокранією і мезокранією, і мезобрахікранію, яка відображає середнє значення між брахікранією і мезокранією.
Мезокефалія, як і інші значення головного показника, має важливе значення в расознавстві. Мезокефалія включається, зокрема, в характеристику далекосхідних і південоазійських монголоїдних рас, а також в характеристику біломоро-балтійської європеоїдної раси.